# Suzanne L. Marchand
Suzanne L. Marchand (* 1961) ist eine US-amerikanische Historikerin. Sie hat sich intensiv mit der deutschen Beziehung zum Orient wie auch der Rolle des Philhellenismus im deutschsprachigen Raum beschäftigt.

## Leben
Marchand studierte an der University of California, Berkeley, Geschichtswissenschaft bis zum Bachelor of Arts 1984, erhielt einen Master of Arts in Geschichte von der University of Chicago 1986 und promovierte (Ph.D.) dort 1992. Sie war Lehrbeauftragte an der University of Chicago, unterrichtete bis 1998 als Assistant Professor an der Princeton University und war von 1999 bis 2008 Associate Professor, danach (full) Professor für European und Intellectual History an der Louisiana State University (LSU) in Baton Rouge. 2013 wurde sie in den Rang einer LSU Systems Boyd Professor erhoben.

## Down from Olympus
Das 1998 erschienene Buch setzt eine 1935 von Eliza Marian Butler prononciert aufgestellte These von der Tyrannei des antiken Griechenlands über Deutschland fort. Butler sah bereits die Renaissance in Deutschland verzögert und verändert angekommen, dort wäre es weniger um die Wiedergeburt der Schönheit in Dichtung, Kunst und Leben, sondern im Gefolge der Reformation bevorzugt um religiöse Wahrheit und Reinigungsvorstellungen gegangen. Die dominierende Rolle Johann Joachim Winckelmanns bei der Wiederentdeckung der Antike habe sich auf wesentliche deutsche Vordenker und Philosophen und über diese auf Autoren und Künstler übertragen.
Marchands Untersuchung setzt darauf auf und betrachtet weniger einzelne Autoren als die wissenschaftlichen und pädagogischen Bewegungen und Institutionen. Marchand beschreibt anhand der Ausarbeitung und Durchsetzung der deutschen Bildungsideale in der Archäologiepolitik etwa Preußens ein sozusagen programmatisch geplantes Griechischwerden der Deutschen. Diese ursprünglich willkürliche Setzung bezog auch Parallelen zwischen der lange gescheiterten deutschen Nationalbewegung und dem griechischen Freiheitskampf ein. Sie führte mit zur Entwicklung von Methoden, die das ursprünglich postulierte und bewunderte klassische griechische Schönheitsideal alsbald in der Detailbetrachtung als nicht weiter aufrecht zu erhaltende Konstruktion erscheinen ließen.
Die Betrachtung bezieht am Rande auch die neoklassizistischen Aspekte der nationalsozialistischen Architektur und Repräsentationsbauten ein, die sich von der völkischen Germanentümelei ebenso deutlich absetzte. Marchand behandelt zudem einzelne Aspekte und Parallelen zwischen der Rolle und der maßgeblichen Entscheidung für den Philhellenismus und einzelnen Aspekten des Antisemitismus in Deutschland.

## Orientalismus
Edward Saids bekannte Kritik am Orientalismus als eurozentrischem, herablassenden Herrschaftswissen im Kontext der Orientalistik der britischen und französischen Kolonialmächte hatte Deutschland und die deutsche Forschung in dem Bereich als rein akademisch systematisch ausgelassen.
Marchand zeigt die Bedeutung und die wesentliche intellektuelle Rolle der entsprechenden Forschung. Sie distanziert sich ebenso von der generellen Anwendung von Michel Foucaults Methoden und dem Gegensatzpaar „Europa“ und „Orient“.
Marchand interpretiert mit „German Orientalism in the Age of Empire“ die insbesondere deutsche wissenschaftliche Auseinandersetzung mit dem Orient als eigenständige Versuche, zu einer neuen, alternativen Erklärung der eigenen geistigen und kulturellen (westlichen) Tradition, zu kommen.  Es waren demnach gerade die deutschen Orientalisten, die dabei einen frühen  interkulturellen Ansatz ante litteram wagten und ihre Sprachstudien und ihr Wissen über den Orient in eine neue Konstruktion einer Geschichte Europas und der Menschheit einfügten. Die unterschiedliche geistige Verankerung in der christlichen und klassischen Tradition wie verschiedene politische Zugehörigkeiten grenzten sich dabei auch vom klassischen griechisch-antiken Leitbild ab. Einige deutsche Orientalisten lehnten den Islam als Leitbild auch gerade deswegen ab, weil er ihnen zu synkretistisch und im heutigen Sprachgebrauch multikulturell erschien. Marchand zeigt mit einer reichhaltigen Umfang von Befunden, wie sich die deutsche Orientalistik aufgrund der Beschäftigung mit dem Islam auch das Eigene wie die Welt insgesamt grundsätzlich als Ergebnis von Beziehungen, Austauschprozessen und interkulturellen Vermischungen vorstellten und damit das interkulturelle Paradigma und die Transfergeschichte begründete.
Nicht zuletzt zeigt sie Methoden der Orientalismusforschung auf, die ganz wesentlich der Konstruktion der heutigen post-imperialistischen Weltsicht zugrunde liegen.

## Ehrungen und Stipendien
- 1989–90 Social Sciences Research Council, Dissertationstipendium
- 1994–5 James Conant Postdoctoral Fellowship, Center for European Studies, Harvard
- 1997 Humboldt Fellowship, Berlin
- 2000–1 Wissenschaftskolleg Berlin
- 2003 ACLS Burkhardt Fellowship
- 2005 Board of Regents Fellowship
- 2010 Preisverleihung der American Historical Association, Pressemitteilung George L. Mosse-Preis der American Historical Association
- 2013–14 Präsidentin, German Studies Association

Sie gehört zum Editorial Board der Zeitschrift Modern Intellectual History.

## Werke

### Zeitschriften
- Philhellenism and the Furor Orientalis, in: Modern Intellectual History 1, no. 3 (2004).
- Embarrassed by the Nineteenth Century, in: Bernard Cook et al. (Hrsg.): Consortium on Revolutionary Europe, 1750–1850: Selected Papers, 2002 (Consortium on Revolutionary Europe, 2004).
- From Liberalism to Neoromanticism: Albrecht Dieterich, Richard Reitzenstein and the Religious Turn in Fin de Siècle German Classical Studies, in: Out of Arcadia (British Institute of Classical Studies Supplement, 79, 2003), eds. Martin Ruehl and Ingo Gildenhard
- The Counter-Reformation in Austrian Ethnology, in: Worldly Provincialism: German Anthropology in the Age of Empire, eds. H. Glenn Penny and Matti Bunzl (Ann Arbor, 2003).
- The End of Egyptomania, in: Wilfried Seipel (Hrsg.): Ägyptomanie: Europäische Ägyptenimagination von der Antike bis heute. Vienna 2002.
- German Orientalism and the Decline of the West, in: Proceedings of the American Philosophical Society, December 2001.

### Bücher
- Down from Olympus: Archaeology and Philhellenism in Germany, 1750–1970 (1996)
- German Orientalism in the Age of Empire. Religion, race, and scholarship. Washington, D.C.: German Historical Institute; New York: Cambridge University Press 2009. XXXIV, 526 S., ISBN 978-0-521-51849-9.
- Mit David Lindenfeld (Hrsg.): Germany at the Fin de Siècle: Culture, Politics and Ideas (Baton Rouge: LSU Press, 2004)
- Mit Elizabeth Lunbeck und Shelby Cullom (Hrsg.): Proof and Persuasion: Essays on Authority, Objectivity, and Evidence (Brüssel 1997)
- Mitautorin in Worlds Together, Worlds Apart (2002)
- Mitautorin in Germany at the Fin de Siècle (2004)
- Porcelain. A History from the Heart of Europe; Princeton University Press, 2020, ISBN 978-0-691-18233-9